# Dahmsalen
Dahmsalen (norwegisch) ist eine eisbedeckte Hochebene im ostantarktischen Königin-Maud-Land. In den Kottasbergen der Heimefrontfjella liegt es südlich der Qvenildnova im Helsetskarvet.
Wissenschaftler des Norwegischen Polarinstituts benannten sie nach Jan Øivind Dahm (* 1921), einem Widerstandskämpfer gegen die deutsche Besatzung Norwegens im Zweiten Weltkrieg.